# Stazione di Yakumo
La stazione di Yakumo (八雲駅?, Yakumo-eki) è la principale stazione della cittadina di Yakumo, in Hokkaidō, Giappone, servita dalla linea principale Hakodate della JR Hokkaido. Presso questa stazione fermano quasi tutti i treni a lunga percorrenza, come i notturni Hokutosei, Cassiopeia e gli espressi limitati per Sapporo Super Hokuto e Hokuto (ad eccezione del numero 15).

## Linee
JR Hokkaido
■ Linea principale Hakodate

## Struttura
La stazione è dotata di un marciapiede laterale e uno a isola con tre binari, collegati da un sovrappassaggio, oltre a un binario per i treni merci in sosta. È presente una biglietteria presenziata, aperta dalle 7:00 alle 21:00, distributore automatico di biglietti, una piccola sala d'attesa e un chiosco ristoro.
| 1 | ■ Linea principale Hakodate | per Mori, Hakodate e Ueno                |
| 2 | ■ Linea principale Hakodate | per Oshamanbe, Higashi-Muroran e Sapporo |
| 3 | ■ Linea principale Hakodate | binario di sosta per i treni merci       |

## Alta velocità
In futuro sarà realizzata la stazione di Shin-Yakumo per accogliere i treni della linea Hokkaidō Shinkansen attualmente in costruzione. La stazione si troverà nella cittadina di Yakumo, ma in un punto distinto rispetto a questa stazione, che rimarrà utilizzata per il solo traffico locale.

## Stazioni adiacenti
| «                         | Servizio                  | »                         |
| Linea principale Hakodate | Linea principale Hakodate | Linea principale Hakodate |
| ------------------------- | ------------------------- | ------------------------- |
| Yamakoshi                 | Locale                    | Washinosu                 |
| Otoshibe ←                | Rapido Iris               | ← Yamasaki                |
| Espressi Limitati         |                           |                           |
| Mori1                     | Hokuto Super Hokuto       | Oshamanbe                 |
| Mori1                     | Cassiopeia Hokutosei      | Oshamanbe                 |

- 1: alcuni treni fermano successivamente a Ōnuma-Kōen o Goryōkaku